# Litoporus manu
Litoporus manu är en spindelart som beskrevs av Huber 2000. Litoporus manu ingår i släktet Litoporus och familjen dallerspindlar.
Artens utbredningsområde är Peru. Inga underarter finns listade i Catalogue of Life.